# Škola života (Kancl)
Škola života (v anglickém originále Business School) je sedmnáctá epizoda třetí řady amerického seriálu Kancl. Premiérově byla vysílána 15. února 2007 na stanici NBC, v Česku potom 23. ledna 2010 na stanici Prima Cool. Scénář dílu napsal Brent Forrester, režie se ujal Joss Whedon.
Michael Scott (Steve Carell) je pozván Ryanem Howardem (B. J. Novak), aby ve třídě podnikatelské školy promluvil o svých obchodních zkušenostech. Mnoho studentů se ho ptá na užitečnost papíru ve světě plném počítačů, proto se je Michael snaží přesvědčit, jak nezbytný papír je. V kanceláři firmy mezitím Dwight Schrute (Rainn Wilson) objeví netopýra a s pomocí kolegů se ho snaží chytit. Jim Halpert (John Krasinski) zneužije Dwightova strachu a předstírá, že byl netopýrem kousnut a že se nyní mění v upíra.
Ohlasy kritiků na epizodu byly dobré. Brian Zoromski z IGN uvedl, že „‚Škola života‘ předvedla to, co v dílech Kanclu funguje nejlépe“. Ocenil také Whedonův režisérský debut v tomto seriálu s tím, že jeho „režírování i smysl pro humor byly perfektně využity ve scénách, kde Jim předstírá upíra, což bylo k popukání“. Abby West z Entertainment Weekly zmínila scénu z umělecké výstavy mezi Michaelem a Pam (Jenna Fischer), která je podle ní typickým příkladem, jak se v epizodě Kanclu dokáže děj na místě změnit z komedie na dech beroucí dramatické vyvrcholení.